# Спейкерс, Бен
Бернхард Хендрикюс Мартинюс (Бен) Спейкерс (нидерл. Bernhard Hendrikus Martinus "Ben" Spijkers; род. 10 марта 1961, Неймеген, Гелдерланд) — нидерландский дзюдоист, чемпион и призёр чемпионатов Нидерландов, призёр чемпионатов Европы, мира и Олимпийских игр. Выступал в средней весовой категории (до 86 кг). В период с 1979 по 1994 годы 14 раз становился чемпионом Нидерландов, четырежды — серебряным и трижды бронзовым призёром чемпионатов страны. На летних Олимпийских играх 1984 года в Лос-Анджелесе занял 10-е место. На следующией Олимпиаде в 1988 году стал бронзовым призёром, а в 1992 году в Барселоне стал девятым.